# Destylarnia Bowmore
Destylarnia Bowmore – destylarnia produkująca single malt whisky na wyspie Islay w Szkocji.
Destylarnia powstała w roku 1779 i jest najstarszą gorzelnią zarówno na wyspie jak i w całej Szkocji. Leży nad zatoką Loch Indaal, w Bowmore – największym miasteczku na wyspie. 

## Historia

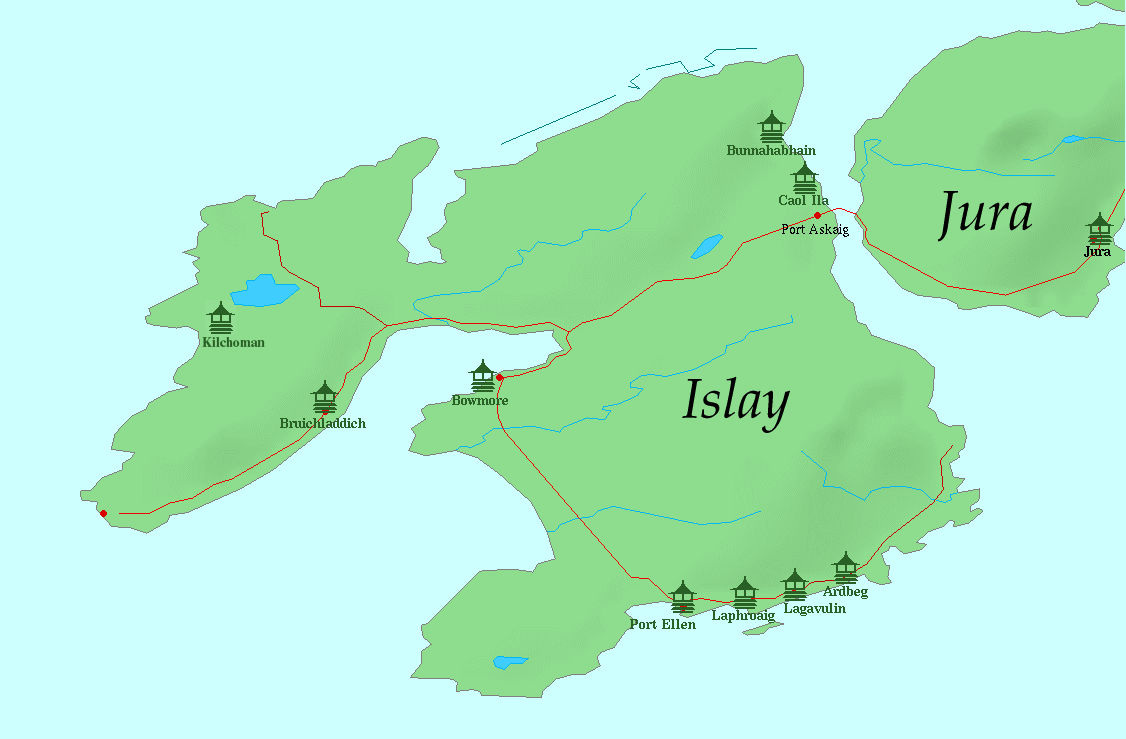
Lokalizacja destylarni whisky na wyspie Islay

Oficjalnym założycielem gorzelni był John Simpson (późniejszy właściciel całej wyspy Islay), który za zgodą władz wybudował na swojej posesji aparaturę destylacyjną. Następnym właścicielem Bowmore był James Mutter – konsul Portugalii i Brazylii w Glasgow. Człowiek ten w dużym stopniu przyczynił się do rozwoju Bowmore – posiadał własny parowiec, którym sprowadzał surowce na wyspę (węgiel, jęczmień) a następnie wywoził nim trunek z wyspy. W 1890 roku zakład został sprzedany prywatnej spółce Bowmore Distillery Co. W trakcie drugiej wojny światowej Bowmore wstrzymał produkcję udostępniając budynki zakładu wojsku – wykorzystano je jako bazę dowództwa obrony wybrzeża. W 1963 roku destylarnia stała się własnością Stanleya P. Morrisona. Rozbudował on i zmodernizował zakład (nie zlikwidował jednak starej podłogi do słodowania jęczmienia). W 1989 roku japoński koncern Suntory wykupił 35% akcji firmy, co za tym idzie, firma Morrison Bowmore Co. (wraz z trzema destylarniami – Bowmore, Glen Garioch i Auchentoshan) stała się jego częścią. Do dziś w Japonii działa sieć barów, w których serwowane są tylko trunki produkowane w Bowmore pod nazwą "Bowmore Malt Houses".

## Produkcja

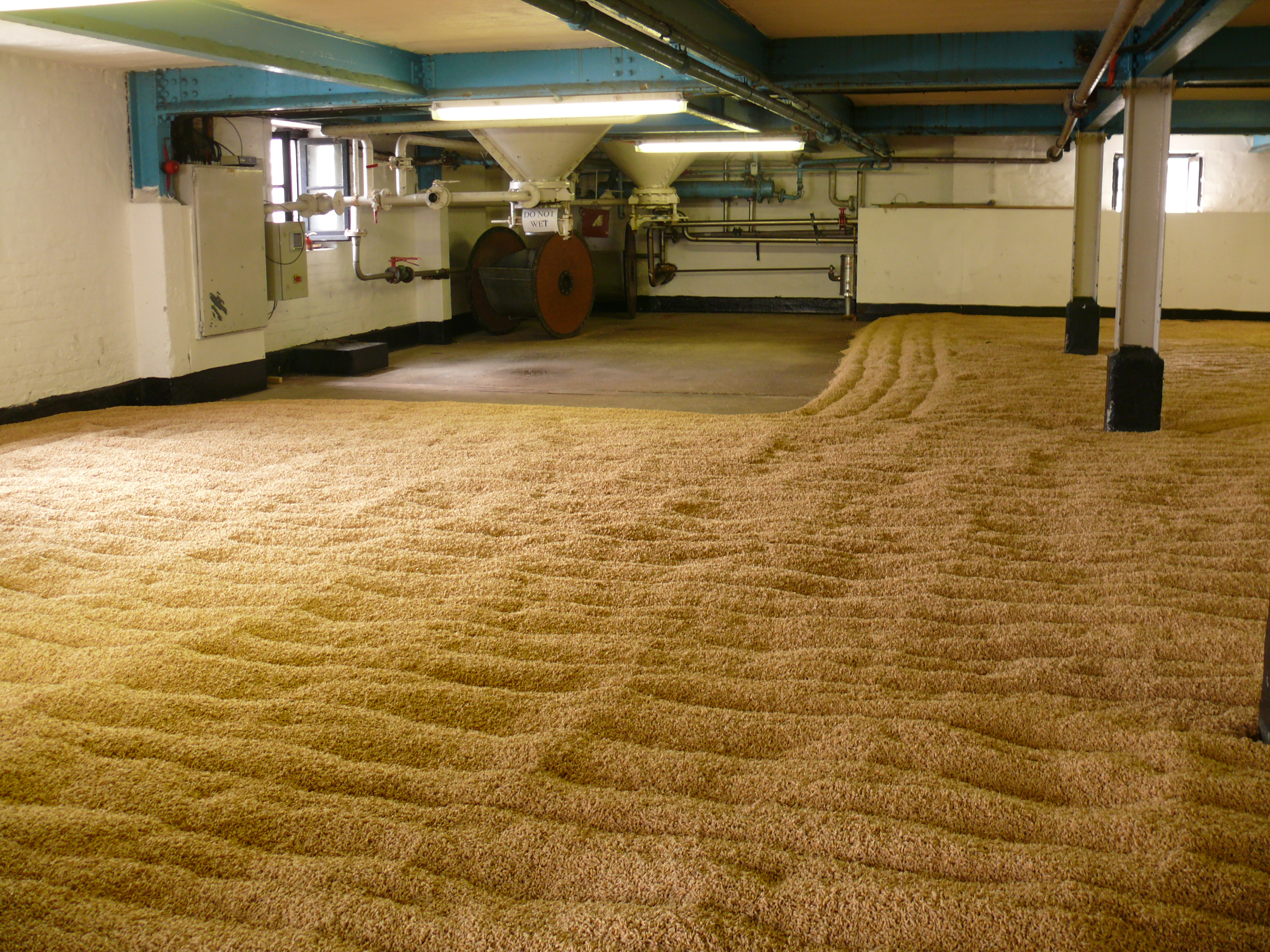
Kiełkowanie słodu w destylarni Bowmore

Destylarnia Bowmore posiada cztery zestawy alembików. Wykorzystuje do produkcji trunku wodę pochodząca z Laggon, rzeki przepływającej przez torfowiska. Trunek leżakuje w piwnicach znajdujących się poniżej poziomu morza, co także wpływa na jakość destylatu. Słód produkowany jest w Bowmore samodzielnie. Bowmore posiada też własne złoża torfu, który jest nawilżany przed rozpoczęciem słodowania, by wydzielał więcej dymu. Torf używany jest później do osuszania słodu, co ma wielki wpływ na późniejszy bardzo "dymny, torfowy charakter whisky". Bowmore i Kilchoman to jedyne destylarnie w Szkocji, w których produkcja prowadzona jest od początku do końca na miejscu.

## Butelkowanie
Standard Range
- Bowmore Legend
- Bowmore 12 Years Old
- Bowmore 15 Years Old Darkest
- Bowmore 18 Years Old
- Bowmore 25 Years Old

Travel Retail
- Bowmore Surf
- Bowmore 12 Years Enigma
- Bowmore 15 Years Mariner
- Bowmore 17 Years Old
- Bowmore Cask Strength

USA Range
- Bowmore 12 Years Old
- Bowmore 15 Years Old
- Bowmore 17 Years Old
- Bowmore 25 Years Old
- Bowmore 30 Years Old
- Bowmore Cask
- Bowmore Dawn
- Bowmore Dusk
- Bowmore Darker
- Bowmore Legend

Bowmore produkuje również wiele edycji specjalnych sprzedawanych w specjalnych opakowaniach.